# Piedmont blues
Il Piedmont blues, chiamato anche East Coast blues, affonda le sue radici nei primi anni del XX secolo, fa parte della musica della Virginia e prende il nome dall'omonima regione del Piedmont, situata nell'est degli Stati Uniti. Tale regione comprende gli stati della Virginia, Sud e Nord Carolina, e Georgia, anche se in alcuni casi anche artisti di Maryland, Delaware, Pennsylvania, e Florida si sono accostati a questo stile.
Le caratteristiche principali sono la tecnica del fingerpicking e l'influenza delle sonorità country e piano ragtime. Soprattutto quest'ultimo viene riprodotto con un complesso sistema di arpeggio che prevede l'uso del pollice per produrre dei bassi alternati regolari (come la mano sinistra del piano) e l'uso delle altre dita per la melodia (come la mano destra del piano), caratterizzata da un andamento sincopato.
Il termine è stato coniato dal ricercatore di blues Peter B. Lowry, sebbene si attribuisca la cosa anche allo studioso di folklore Bruce Bastin nel suo importante testo Cryin' for the Carolines.
Il Piedmont blues si differenzia da altri stili (in particolare dal Delta blues) per le sue basi ritmiche di derivazione ragtime, poco determinanti sul blues elettrico posteriore, ma che sono stati invece un'influenza diretta sul rockabilly e sulla scena del folk revival.

## Origini
Le origini del Piedmont blues sono da ricercare in uno stile strumentale anteriore detto "frailing" o "framming", che pare fosse diffuso lungo tutto il sud degli Stati Uniti, oltre che, almeno entro un certo limite, su tecniche più regolari di "parlor guitar", così come alle prime tecniche strumentali del banjo, alle "string band" e, evidentemente, al ragtime. Vari esempi di questi stili anteriori si possono sentire in Peg Leg Howell e negli Hicks Brothers della Georgia, così come in musicisti di altre aree, come Mississippi John Hurt, Frank Stokes (da Memphis), e Mance Lipscomb (dal Texas). Se però si vuole circoscrivere il Piedmont blues a una sola regione geografica, questi musicisti non appartengono ovviamente alla regione del Piedmont. Quello che è peculiare del Piedmont blues è il fatto che un'intera generazione di musicisti abbia adattato al blues queste tecniche più datate, basate sul ragtime, in un modo singolare, influenzato dalle registrazioni di virtuosi come Blind Blake e dal Reverendo Gary Davis (così come musicisti di cui esistono meno registrazioni come Willie Walker.

## Geografia
Il Piedmont blues si riferisce generalmente a un'area geografica più vasta della piana del Piedmont, la quale si colloca prevalentemente presso la costa est degli Stati Uniti da Richmond (Virginia) ad Atlanta (Georgia). Gli esponenti del Piedmont blues provengono da quest'area così come dal Maryland, dal Delaware, dal Virginia Occidentale, dalla Pennsylvania e dalla Florida settentrionale, dalla Carolina del Nord centrale, dal Tennessee orientale, dal Kentucky e dall'Alabama - più tardi dalle città nordorientali come Boston, Newark o New York.

## Registrazioni
Le registrazioni di artisti come Blind Blake, Josh White, Buddy Moss e Blind Boy Fuller hanno favorito la diffusione dello stile grazie al gran numero di vendite in tutta la regione. Ci sono state altri artisti che hanno poi inciso, i quali hanno avuto un impatto minore, così come molti che non sono mai entrati in sala di registrazione. Il Piedmont blues è stato una forma di musica commerciale Nera per più di due decenni dalla metà, circa, degli anni '20 fino a metà degli anni '40, a giudicare dalle vendite dei dischi e alla loro influenza, che fu sostanziale: il brano di Blind Boy Fuller "Step It Up And Go" (1940) pare abbia venduto circa più di mezzo milione di copie sia fra il pubblico nero che fra il pubblico bianco.

## Musicisti
Gli artisti Piedmont blues hanno registrato materiale soprattutto tra la fine degli anni venti e gli anni trenta.
- John Jackson (musicista)
- Pink Anderson
- Etta Baker
- Barbecue Bob
- Blind Blake
- Elizabeth Cotten
- Floyd Council
- Scrapper Blackwell
- Reverendo Gary Davis
- Daniel "Mudcat" Dudeck
- Lonnie Johnson
- Blind Boy Fuller
- Peg Leg Howell
- Mississippi John Hurt
- Furry Lewis
- Brownie McGhee
- Blind Willie McTell
- Charlie Parr
- Jon Shain
- Sonny Terry
- Curley Weaver
- Josh White